# Дравоград
Дравоград (словен. Dravograd, нем. Unterdrauburg) — поселение и община в северной части Словении, в исторической области Словенская Каринтия, а с 2005 года входит в состав статистического региона Корошка. По данным 2012 года население самого Дравограда — 3 330 человек; население всей общины по данным переписи 2002 года — 8 863 человека. Дравоград расположен на реке Драва при впадении в неё рек Межи и Мислини.

## История
С 976 года территория нынешнего Дравограда была частью герцогства Каринтии. Немецкое название Unterdrauburg обозначало местность, где река Драва покидала территорию Каринтии и текла по территории соседнего герцогства Штирии. Он сообщался с Обердраубургом по реке на западной границе с Тиролем. Название Дравоград появилось во время возрождения словенского национализма в XIX веке. Раннее город словенцами именовался как Траберк, транскрипция немецкого названия Drauburg, так он называется до сих пор некоторым числом жителей Дравограда. XIX век был периодом национального пробуждения каринтийских словенцев, а также временем роста соперничества между словенским и немецким национализмами.
После распада Австро-Венгрии в 1918 году весь район к югу от Дравограда был оккупирован словенскими добровольными вооружёнными силами майора Франьо Малгая, действовавшего от новообразованного Государства словенцев, хорватов и сербов. Сам же Дравоград оставался в руках добровольцев, действовавших от имени Германской Австрии. В середине декабря 1918 года Дравоград был захвачен добровольцами словенского генерала Рудольфа Майстера. Согласно Сен-Жерменскому договору 1919 года Дравоград стал частью Королевства Сербов, Хорватов и Словенцев (позднее Югославии).
В Межвоенный период территория Дравограда подвергалась масштабной индустриализации. В 1930-е годы росла социальная напряжённость в результате мирового экономического кризиса и напряжённость между немецким меньшинством и словенским большинством. В конце 1930-х годов нацистские движения начали проникать в немецкую общину Дравограда, вызывая реакцию словенского большинства. Имели место факты физического насилия между пронацистскими организациями и местной секцией Сокольского движения. В 1939 и в 1940 году прошли 2 массовые антифашистские демонстрации в Дравограде, организованные патриотическими и националистическими словенскими организациями, в основном левой ориентации.
В апреле 1941 года после Югославской операции Дравоград был оккупирован войсками Вермахта и включён в состав рейхсгау Каринтия, части нацистской Германии. Использование словенского языка было запрещено, все словенские организации упразднены, а большинство словенцев депортированы в центральную Германию или на территорию, управляемую Немецкой военной администрацией в Сербии. Местные словенские политические активисты были либо казнены либо отправлены в немецкие концентрационные лагеря. В июле 1941 года местный художник Франьо Голоб организовал подпольную антифашистскую ячейку, которая однако вскоре была обнаружена. Последующие подавления и репрессии мешали возникновению какого-либо сопротивления фашистам на этой территории. В середине 1943 года югославские партизаны стали проникать на территорию окрестностей Дравограда, их активность увеличивалась в 1944 году, несмотря на жестокое противодействие нацистов. В результате подписания Акта капитуляции Германии и Полянской битвы  14-15 мая 1945 года вся территория отошла под контроль югославских партизан.
В коммунистический период своей истории территория Дравограда подвергалась дальнейшему развитию промышленности. Во время Десятидневной войны за независимость Словении в июне и июле 1991 года некоторые военные столкновения происходили на территории общины Дравограда.

## Достопримечательности

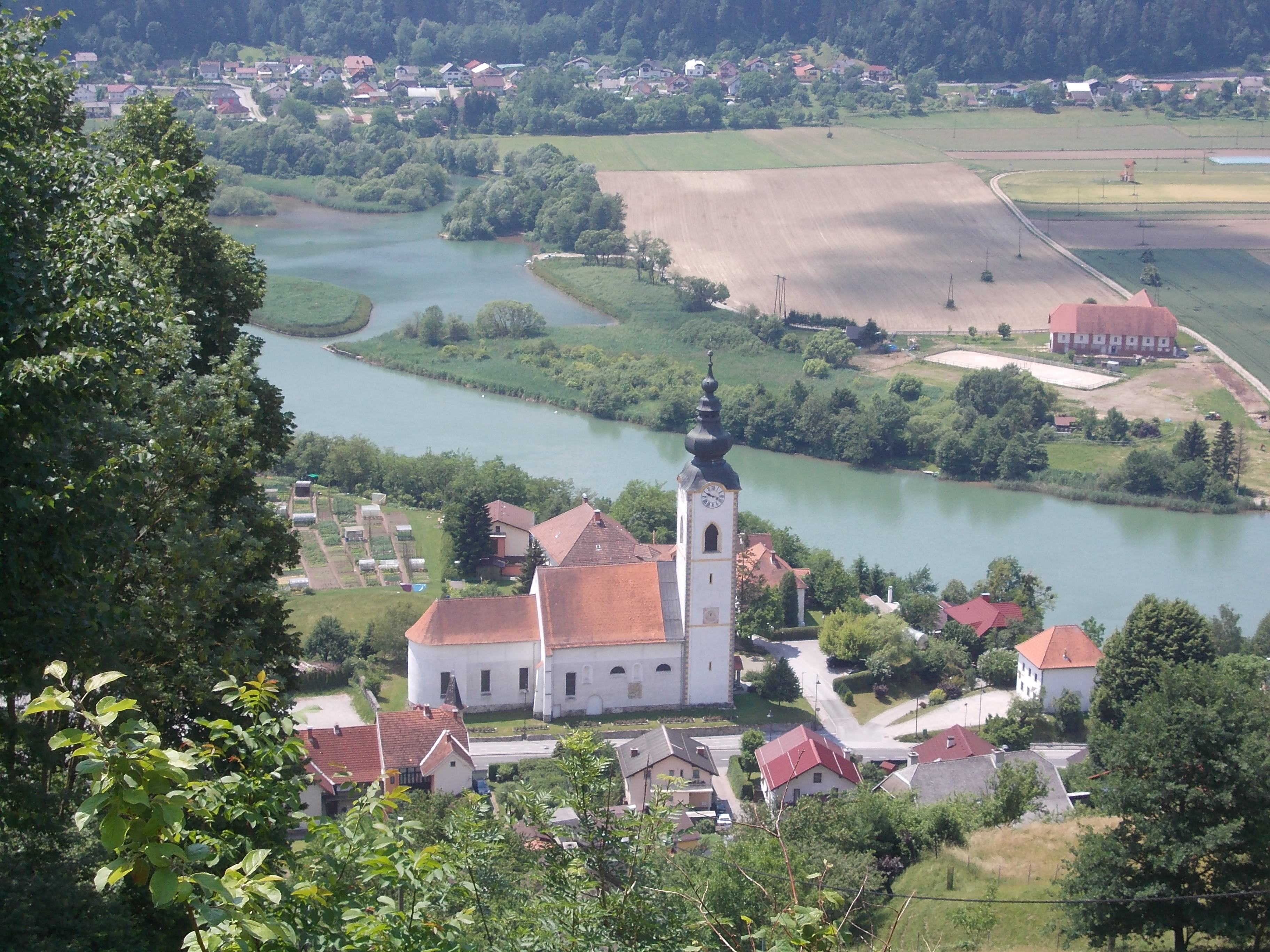
Церковь святого Иоанна Евангелиста

Приходская церковь Дравограда посвящена святому Иоанну Евангелисту и относится к архиепархии Марибора. Впервые она упоминается в документах, датируемых концом XIV века. Она была перестроена в 1520 и 1621 годах. Нынешняя церковь выполнена в барочном стиле с характерным луковичным куполом на колокольне. Другая церковь Дравограда посвящена святому Виту и является романским строением XII века.

## Транспорт
Железнодорожная станция Дравограда расположена на линии Drautalbahn, соединяющей Марибор с Сан-Кандидо в Италии и открытой в 1863 году. Словенское Шоссе №3, бегущее от Марибора к австрийской границе, проходит через Дравоград, где от  него ответвляется Шоссе № 10-10, ведущее к Целе.

## Другие данные
- Почтовый индекс: SI-2370
- Телефонный код: 02 (Марибор)
- Индекс автомобильных номеров: SG (Словень-Градец)

## Известные уроженцы
Известные люди, которые родились или жили в Дравограде:
- Андрей Печник, футболист
- Нейц Печник, футболист
- Марян Пушник, футбольный тренер
- Боштян Нахбар, баскетболист
- Грега Нахбар, баскетболист
- братья Иво Поланчич и Ловро Поланчич, антинацистские бойцы сопротивления
- Антон Вогринец, теолог
- Ева Бото, певица